# Белек ибн Бахрам ибн Орток
Белек ибн Бахрам ибн Орток (умро 1124. године) је био атабег Алепа 1123. и 1124. године. Био је рођак једног од претходних владара Алепа, Ил Газија.

## Биографија
Године 1122. Белек је успео да изненади и зароби грофа Едесе Жосцелина. Неопрезни Жосцелин је са тек стотинак витезова налетео на Белекове стрелце. Преживело је тек двадесетак витезова и Жосцелин. Битка се одиграла 13. септембра 1122. године. Након пораза, Жосцелин је одведен у тврђаву Керпут. Тако је Балдуин II постао регент грофовије Едесе.
Балдуин је за управника Едесе поставио Жофри од Монка и кренуо да ослободи Жосцелина. Успео је да заузме неке градове и тврђаве од господара Алепа. Потом је напао и самог Белека који се забављао освајајући тврђаву Гаргар. Међутим, дознавши на време за приближавање крсташке војске, Белек је успео не само да освоји тврђаву Гаргар већ да зароби и самог Балдуина. Тако су, у једно време Јерусалимска краљевина, грофовија Едеса и кнежевина Антиохија остале без господара. Ови сјајни успеси охрабрили су Белека да нападне Алепо и преотме га од Ил Газијевог сина Сулејмана. Тада је постао атабег Алепа. Балдуиново место заузео је Еустазије Гранијер који се показао као способан вођа.
Емир Белек погинуо је већ 1124. године погођен стрелом док је опседао неки град. Овај туркомански краљ је можда муслиманима једно време изгледао као неко ко може да их уједини, али како је време пролазило, он је све више времена губио у борби са својим рођацима, тако да због његове смрти није било много жаљења. Наследио га је Тимурташ ибн Илгази.